# 祭司

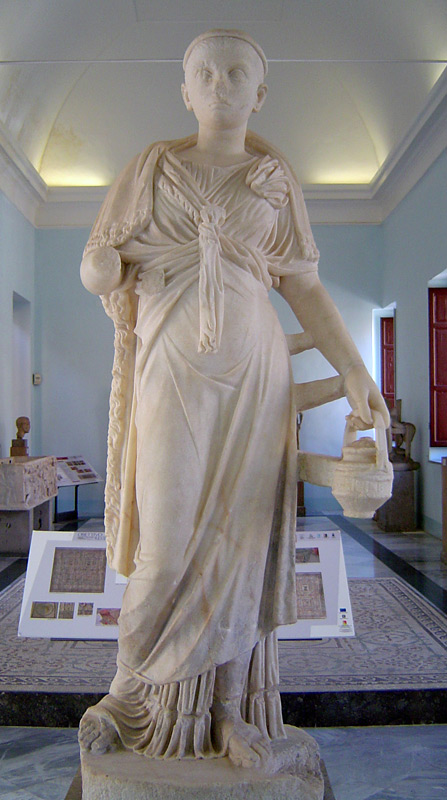
祭司

祭司（英語：Priest），依信仰或神職層級而有不同的稱呼，如祭師、司鐸或神父等，是指在宗教活動或祭祀活動中，为了祭拜或崇敬所信仰的神，主持祭典，在祭壇上为共祭或主祭的神職人員。祭司在早期社會中已經出現（如巫覡宗教）。根據不同的信仰，祭司被認為具有程度不同的神聖性。在天主教會及東正教會中，司鐸俗稱神父，除了要主持彌撒及婚禮外，為信徒禱告、告解、臨終禱告等，甚至驅魔也是司鐸的職務，或協助主教管理教務，司鐸通常也是一个教堂的負責人。

## 古代埃及
古埃及宗教中，与神明沟通的责任和权利属于法老，而法老将此责任托付给祭司们。

## 古代中国
在上古時代，儒生是專門從事國家祭祀禮儀的職業人才。他們世代相傳，將古老的典章制度、歷史記錄保留下來。到孔子的時候，集歷代之大成，整理了易、書、禮、樂、詩、春秋六大經典，后乐经失传，也稱五經，其中儀禮、禮記均記載了古代天子、官員、儒生主持各類祭祀的相關內容，其中對先師、祖先的祭祀一直保留至今：現在，在祭孔儀式中，經常由文教相關官員、教育機構負責人擔任主祭。在祭祖中，則由宗長、族長、家長等擔任主祭；不過，向上帝献祭是皇帝的特权，普通百姓和官员皆不能向“上帝”或“天”献祭，参见天坛。所以在此意义上，皇帝既是政治领袖，也是最高宗教领袖，兼任大祭司的职位。

## 犹太教
犹太教的祭司为拉比，有“导师”之意。

## 基督教

### 天主教
天主教及東正教的宗教職位，在英文是priest，但是翻译到中文后未译为“祭司”，而译为“司铎”，俗稱“神父”。之所以在英文中称为priest，是因为司铎所主持的弥撒，本义是“感恩祭”，也是一种献祭，所以主持献祭的人称为祭司就是合理的。

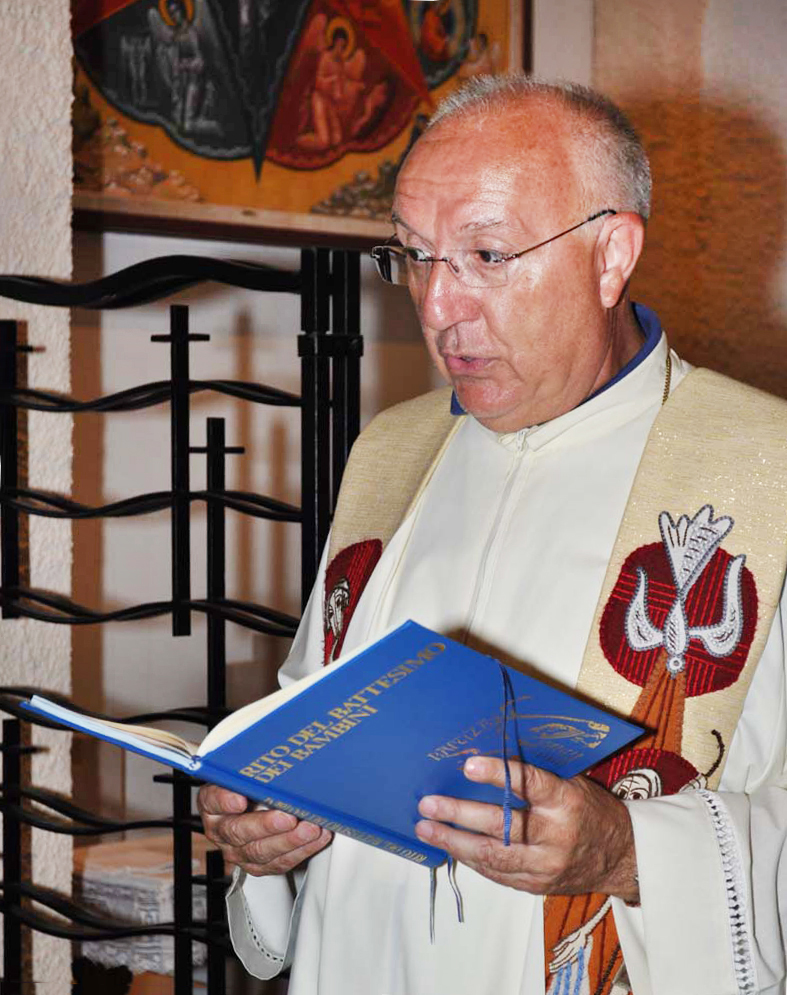
一个天主教司鐸在一次洗礼

明清时期的耶稣会士教将“sacerdote”译作“撒责尔铎德”，随后的文献渐渐简称为“铎”，“铎德”或“司铎” ，其中“司铎”既是音译也是意译，而“神父”则是日常生活中人们对司铎的称呼。最早一批中国本土神学家的著作里已经开始大量使用“撒责尔铎德”、“司铎”等词。福建教友李九标曾解释说：
“泰西诸司铎之航海而东也，涉程九万，历岁三秋。比入东土，而尺丝半粟，毫无所求于人，独铎音远播。……标不敏，戊辰秋杪，始得就艾、卢二司铎，执经问道。……司铎若洪钟，叩之即响。兹铎音具有，真足令愚者醒，顽者驯，智者见智，而仁者仁。”
明清时期即使有反基督教心理的儒士，也使用“司铎”的称呼，直到清末民初的文献中也更多“司铎”一词，而少见“神父”。如今，天主教的正式文献中也用“司铎”，如2009年教宗本笃十六世发表《致在中华人民共和国境内的天主教主教、司铎、信友及度过献身生活者牧函（纲要）》。
近一千年來在天主教會只有男修士才可擔當此職位，但並非所有修士都以成為司鐸為志，選擇終身為修士的所在多有。拉丁禮的天主教會的司铎終身不可結婚，而東正教會及東儀天主教會的司铎可以在领受副执事品前結婚，但主教只能在修士中挑選，还有一些不是修士的独身者是司铎。
近年有天主教會改革派人物曾倡導容許由女性擔任司铎但被教會內的保守派拒絕。1994年5月22日，教宗若望保祿二世頒布了《聖職授任法令》（Ordinatio sacerdotalis），其中規定教會不能授予女性司鐸聖職。他解釋聖職是耶穌從他的男女追隨者中召募十二位男人時特別設定的角色。若望保祿二世說，耶穌經過一夜的祈禱選擇了十二位男人，而宗徒們自己在選擇繼承人時也很謹慎。聖職是「與聖言成了血肉的聖言本身的使命有著明確而密切的聯繫」。其中引用引用了教宗保祿六世的話寫道：「教會認為，出於非常根本的原因，不允許按立女性為神職人員。這些理由包括：《聖經》中記載的基督只從男人中挑選使徒的例子；教會效仿基督只挑選男性的一貫做法；以及教會活生生的教導權威始終認為，不允許女性擔任聖職符合天主對教會的計劃。」換句話說，教會認為只有男性可以擔任神職人員並非一項政策問題，而是天主不可更改的要求，與司鐸和主教一樣，教會也只任命男性為執事。
要注意的是修士不是天主教會的宗教職位之一。天主教會的神職人員僅包含執事、司鐸（神父）與主教。司铎分為教區司铎和修會司铎，教區司铎由教區主教管轄；修會司铎由修會總會長管轄。
司铎的首要任務是：
1. 「服務聖道」——「你們往普天下去，向一切受造物宣傳福音。」
2. 「服務聖事及聖體」——天主藉著司鐸的手在教友生活的不同光景中聖化、堅強他們對主的信靠。
3. 成為「天主子民的領袖」——就如基督一般地「他來不是為接受服事，而是為服事他人。」以百般的忍耐和各樣的教訓，去反駁、去斥責、去勸勉。

成為天主教會司铎過程：
- 要找修院/堂區/資深司铎，定期會面，給予指導，分辨聖召，
- 若要成為教區/修會司铎便分別要向教區修院/修會申請。
- 若申請被接納，
  - 教區→修生
  - 修會→初學生→發初願後成為修會會士（修士/修女）
- 然後接受靈修、人文、哲學、神學、牧靈等培育，一般至少7年
- 之後，向主教申請成為執事。若主教批准，由主教授予執事聖秩，祝聖其為執事。
- 經過約1年過渡期，再向主教申請成為司鐸（神父）。若主教批准，由主教授予司鐸聖秩，祝聖其為司鐸。

### 聖公會
聖公會保留了天主教會的聖統制，同樣有祭司，英文和天主教會司鐸一樣稱為priest（聖品）。不過，有部分華人地區錯誤把priest譯成“牧師”（pastor），容易令人誤解聖公會祭司的角色。而日本聖公會則使用司祭來稱呼priest，稱謂比較正確。